# 谷恋真武庙
谷恋真武庙是一处古建筑，位于山西省晋中市祁县贾令镇谷恋村，建于清。
2021年8月4日，谷恋真武庙授予第六批山西省文物保护单位。